# Kombihallen
Kombihallen är en inomhusarena för fotboll i Malmö, Sverige. Arenan har en area på 4 000 m² och underlaget är konstgräs. Huvudplanen kan användas som en stor plan på 60 x 42 meter eller delas upp i tre mindre planer på 18,5 x 42 meter.
Arenan ägs av Malmö stad och används främst av Malmö FF under deras försäsongsträning när väderförhållandena förhindrar utomhusträning. Arenan används även av IFK Malmö och ett flertal mindre fotbollsklubbar i Malmö-området. Arenan byggdes 1980 på Stadionområdet, i närheten av flera andra arenor, som Malmö FF:s hemmaarena Swedbank Stadion och deras tidigare hemmaarena Malmö Stadion.

## Evenemang
I Kombihallen spelas den årliga fotbollscupen Skånecupen för ungdomslag mellan 10 och 16 år. Cupen hålls mellan slutet av december och början av januari varje år.